# Haberfield, New South Wales
Haberfield este o suburbie în Sydney, Australia.